# Kenneth Van Compernolle
Kenneth Van Compernolle (né le 30 mars 1988 à Beernem) est un coureur cycliste belge, spécialiste du cyclo-cross et membre de l'équipe Tarteletto-Isorex Cyclocross. En 2008-2009, il gagne les courses espoirs de coupe du monde de Coxyde, de Superprestige de Gieten et Trophée Gva de Niel. Il finit également troisième du championnat d'Europe de cyclo-cross espoirs en 2008. En 2011, il remporte sa première course élite lors du National Trophy Round 6, à Rutland.

## Biographie
Il a pour principale performance une troisième place au championnat d'Europe de cyclo-cross espoirs 2008.
Fin 2014 il signe un contrat avec l'équipe continentale belge Colba-Superano Ham.

## Palmarès
- 2005-2006
  - 2e du championnat de Belgique de cyclo-cross juniorS

- 2008-2009
  - Coupe du monde espoirs #4, Coxyde
  - Superprestige espoirs #4, Gieten
  - Trophée GvA espoirs #3, Niel
  -  Médaillé de bronze du championnat d'Europe de cyclo-cross espoirs
  - 3e du championnat de Belgique de cyclo-cross espoirs

- 2009-2010 
  - 2e du National Trophy Round 5, Rutland

- 2010-2011 
  - National Trophy Series #6 - Whitwell, Whitwell